# Reprodukt
Reprodukt est une maison d'édition de bande dessinée allemande fondée en 1991 à Berlin par Dirk Rehm. Spécialisée dans la bande dessinée alternative, comme Avant-verlag ou Edition Moderne, elle est notamment réputée pour ses traductions depuis le français et l'anglais.